# جان هاولت
جان هاولت (انگلیسی: John Howlett؛ ‏ ۴ آوریل ۱۹۴۰ – ۴ مارس ۲۰۱۹) فیلم‌نامه‌نویس اهل بریتانیا بود.
از فیلم‌ها یا مجموعه‌های تلویزیونی که وی در آن‌ها نقش داشته‌است، می‌توان به ترفند، طرح‌ریزی، رویارویی و اگر.... اشاره نمود.